# Кульмерланд
Кульмерланд (нім. Kulmerland), або Хелминська земля (пол. Ziemia chełmińska) — географічний та історичний регіон на півночі Польщі. Із заходу її обмежувало річище Вісли, з південного сходу річище Дрвенца, з півночі річище Оси. Зі сходу лежала земля Любавія. Назва землі походить від назви міста Кульм (нім. Kulm, пол. Chełmno).

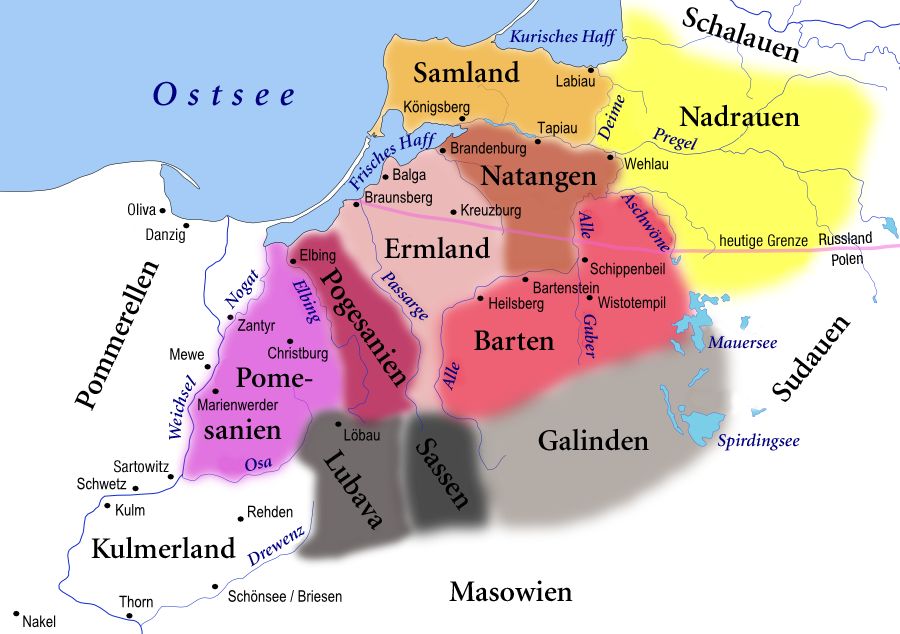
Схема земель Пруссії у ХІІІ ст.

## Історія
Хелминська земля увійшла до складу Польщі до 990 року. Тому польські князі намагалися завоювати Балтійську Пруссію, щоби християнізувати її. Після хрещення Польщі експансію стали прикривати наміром хрещення племен язичників-пруссів. Польський князь Болеслав II заклав на цій землі 1065 місто Кульм, від якого пізніше пішла назва землі. Князі Мазовії продовжили політику експансії на цю землю, але пруссам вдавалось повернути захоплені території, атакуючи у відповідь терени Мазовії. Так Болеслав IV Кучерявий здійснив 1147 невдалий похід до Пруссії разом з руськими князями, 1166 йому ледве вдалось втекти із засідки у болотах Пруссії, де у жовтні 1166 загинув князь Генріх Сандомирський. На прохання польського князя Конрада I Мазовецького 1209 Папа Римський Іннокентій III оголосив хрестовий похід проти Пруссії.
Хрістіан Прусський 1215 став першим єпископом Пруссії з резиденцією у Кульмі, де 1222 зі згоди Гонорія III заклали єпархію. У відповідь 1216 прусси захопили Кульм, Кумерланд, спаливши храми, польські поселення. Конрад I Мазовецький, Лешко I Білий, Генріх І Бородатий з Сілезії здійснили у 1212—1222 і 1223 роках два даремні хрестові походи до Пруссії.
Генріх І Бородатий запропонував запросити на допомогу Лицарський Орден. Конрад І Мазовецький заклав 1228 Добжинський Орден, який 1230 розпочав невдалі дії проти пруссів і зрештою безславно завершив діяльність 1238 під Дорогочином.
Одночасно у квітні 1228 Великий магістр Тевтонського ордену Герман фон Зальца розпочав похід проти Пруссії. Тевтонці прибули 1230 до Нешави (нім. Nessau), 1231 до Торуня, 1232 Кульму, 1234 Грудзьондзу (нім. Graudenz), Радзиня (нім. Rehden). Конрад І Мазовецький віддав їм Кульмерланд. Згодом виникли суперечки чи земля була віддана з правом власності чи у ленне володіння, на чому наполягала польська сторона. Ще за життя Конрада І Мазовецького Григорій IX 1234 визнав суверенне право Ордену на Кульмерланд, а імператор Фрідріх II 1235 надав Золоту Буллу з Ріміні на право власності. Кульм, Торунь 1233 отримали Кульмьке міське право.
Князь куявський Лешек потребував грошей на війну з своїм стрийком добжинським князем Земовитом. Він віддав 1303 Ордену у заставу Михалківську землю, яку 1317 Орден викупив у куявських князів. Михалківська земля була приєднана до Кульмерланду. На основі мирного договору у Калішу (1343), Мельнського миру (1422) Кумерланд і Михалківська земля залишались у володінні Тевтонського ордену. 
Мешканці Кульмерланду виступили проти панування тевтонських лицарів і оголосили про приєднання краю до Польщі в 1454 році. Польський король підтримав це. Це призвело до війни в 1454-1466 роках (Тринадцятирічна війна) між польською стороною та тевтонськими лицарями, яка завершилася перемогою польської сторони в 1466 році. Слід зазначити, що польський король і польська сторона фінансувалися мешканцями багатьох міст Кульмерланда (зокрема Торуня, Грудзьондз і Хелмно). На основі Другого Торуньського миру (1466) Кульмерланд і михалківська землі відійшли до Корони Королівства Польського. За часів польської корони, особливо в 1500-1600 роках, Хелмінська земля величезного економічного розвитку. Після поділів Польщі 1772, 1793 вони відійшли до Королівства Пруссія, провінції Західна Пруссія. У 1807-1815 роках входив до складу польського князівства Варшавського під час наполеонівських війн. У 1815 році після Віденського конгресу ці території потрапили під владу Прусського королівства, а з 1871 року під владу Німецької імперії. Після Першої світової війни Першої світової війни, у 1919 році, Хелмінська земля увійшла до складу відродженої Польщі. У 1939-1945 роках, після німецької агресії проти Польщі, Хелмінська земля була окупована нацистською Німеччиною, повернулася до Польщі в 1945 році, коли її захопила Червона армія. Терени землі сьогодні входять до складу Куявсько-Поморського воєводства і частково до Вармінсько-Мазурського воєводства.